# Pedro María Olmedo Rivero
Pedro María Olmedo Rivero – duchowny rzymskokatolicki, w latach 1993–2019 prałat terytorialny Humahuaca.